# 建徳寺 (矢板市)
建徳寺（けんとくじ）は、栃木県矢板市大字館の川にあった曹洞宗の寺。山号は神護山。

## 歴史
神護山建徳寺は、長興寺の末寺として、館の川や境林の人々を檀家に開山される。堀江山城の北側の窪地状の堀切の中に作られたが、明治時代に入り廃寺となった。しかしその後も、代々の檀家の人々によって寺は守られ、観音堂を建て本尊を護り、近くの同宗派の寺の住職が建徳寺住職を兼務して無住寺として現在も建徳寺の脈絡は維持されている。
寺の墓地の中央には、かつての歴代住職のものであろう10基の卵塔が残っているが、一部の卵塔は倒れるなどして放置され、墓所は藪に埋もれて供養されていない。また、堀江山城に関係する武将や子孫の墓であろう五輪塔の残骸が観音堂の周囲に残されている。かつて、建徳寺の裏手には薬師堂があり、これが川崎反町に移築され残っていたが、2009年（平成21年）に取り壊され、現在は残っていない。

## 参考資料
- 『矢板市史』